# Ravnkær Kirke
Ravnkær Kirke er en kirke i romansk stil beliggende øst for landsbyen Ravnkær i det sydlige Angel i Sydslesvig. Kirken var i middelalderen viet til Vor Frue.
Kor og skib blev opført i 1100-tallet. Senere er koret blevet udvidet. Tårnet kom til i 1500-tallet. Omkring 1790 blev kirken ombygget. Korbuen blev fjernet og kirkeskibet udbygget til en salkirke. Våbenhuset blev tilbygget i 1882. Kirkerummet er dækket at et bjælkeloft. Prædikestolen er fra 1637. Den blev skabt af billedskærer Berend Cornelissen fra Husum. Orglet er fra 1697. Alteret i rokoko-stilen er fra 1791. Altertavlen blev malet af Christian August Lorentzen i 1793 og forestiller Jesus i Getsemane Have. Den halvkredsformede døbefont er fra 1791.
Ifølge et lokalt folkesagn viste ravne munkene, hvor kirken skulle bygges, hvorefter den kom til at hedde Ravnekær. Da kirken var opført, satte de sig ned på kirkens vestre ende og blev forvandlet til sten, som den dag i dag kan ses.
Kirkebygningen hører under sognet Arnæs-Ravnkær (Arnis-Rabenkirchen) i den nordtyske lutherske landskirke.